# Protaphorura s-vontoernei
Protaphorura s-vontoernei is een springstaartensoort uit de familie van de Onychiuridae. De wetenschappelijke naam van de soort is voor het eerst geldig gepubliceerd in 1957 door Gisin.